# Emma Hansson
Emma Hansson Löfgren är en svensk skådespelare och komiker.
Hansson Löfgren är med i humorgruppen Einsteins kvinnor. Hon spelar rollfiguren Filippa Barks bästa kompis "Monica". Monica har setts, tillsammans med Filippa Bark, i TV-programmen Robins och Centralskolan. I det sistnämnda medverkade också resten av gruppens medlemmar
Tillsammans med Einsteins kvinnor har hon också satt upp ett flertal krogshower.

## Filmografi
- 2007 – Centralskolan (TV-serie)
- 2012 – Robins
- 2014 – 10 000 timmar
- 2018 – Sagan om Dilan och Moa (TV-serie)
- 2021 – Jag är Zlatan (film)